# Gerard Troost
Pour les articles homonymes, voir Troost.
Gerard Troost (1776-1850) était un médecin, naturaliste et minéralogiste américano-néerlandais.

## Biographie
Né à Bois-le-Duc, il est le fils de Everhard Joseph Troost et de Anna Cornelia van Haeck.
Il est un des membres fondateurs et premier président de l’Academy of Natural Sciences of Philadelphia. Une sous-espèce de Tortue a été nommée en son honneur par John Edwards Holbrook (1794-1871) en 1836, la Trachemys scripta troostii. De plus un cristal de couleur rougeâtre, une variété de willémite trouvée dans le New Jersey, a été nommé troostite en 1832 par le minéralogiste Charles Upham Shepard.
Il a étudié à l’École des mines de Paris, cursus durant lequel il a suivi les cours de René Just Haüy (1743-1822).

## Ses recherches
Il a décrit plusieurs espèces ou sous-espèces comme le serpent Agkistrodon piscivorus leucostoma ou la tortue alligator.
En 1825, il rejoint l'équipe Thomas Say (1787-1834) à New Harmony, dans l'Indiana. Il part pour Nashville en 1827, où il devient professeur à l'université. De 1831 à 1850, il travaille comme géologue pour l'État de Géorgie et envoie des spécimens d'animaux à John Edwards Holbrook.
Sa principale contribution aux sciences reste sa technique d'études géologiques qu'il a élaborée avec David Dale Owen (1807-1860), le fils de Robert Owen (1771-1858) pour les régions du nord-ouest américain.